# 塩田日海
塩田 日海（しおだ ひうみ、1998年11月23日 - ）は、神奈川出身の女子競輪選手。
日本競輪選手会神奈川支部所属、ホームバンクは川崎競輪場。日本競輪選手養成所第122期生。
師匠は對馬太陽（85期）。

## 経歴
中学時代は器械体操とバスケットボールに打ち込み、高校から陸上競技を始め主に棒高跳びや三段跳びを得意としていた。順天堂大学に進学後も陸上競技を4年間続けた。4年次に友人に誘われ日本競輪選手養成所の説明会に参加し競輪選手の道に進むことになったという。
2021年1月14日、日本競輪選手養成所第122回適性試験に合格。在所競走成績は11位（3勝）。卒業記念レースは決勝7着。
2022年4月30日、松戸競輪場でデビューし2着。初勝利は同年11月20日の武雄競輪場で挙げた。